# Electronic control unit

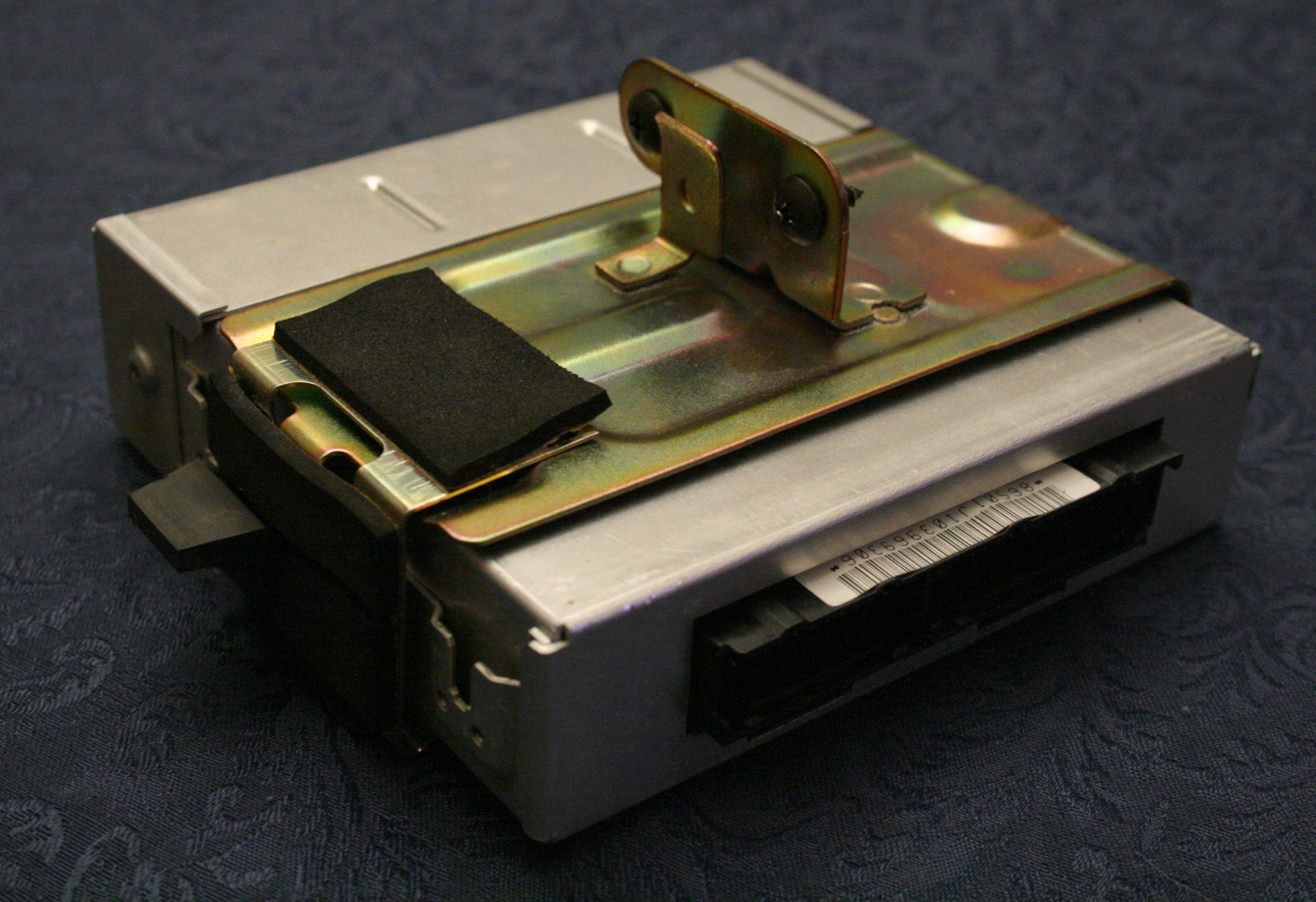
Een ECU uit een 1990 Isuzu Geo Storm GSi

Electronic control unit (ook engine control unit, of ECU) is de naam voor verschillende ondersteunende systemen die onder andere in motorvoertuigen en vliegtuigen worden toegepast.
ECU's worden tegenwoordig in vrijwel elk motorvoertuig toegepast. Ze worden onder andere gebruikt om de ontsteking te regelen en de injectie van brandstof op het juiste moment en met de juiste hoeveelheid te doen. 
Voornoemde functies worden motormanagement genoemd. 
Tevens wordt de ECU gebruikt voor de klimaatregeling, het opblazen van de airbags en het activeren van de gordelspanners.
De werking van de ECU kan aangepast worden via chiptuning.
Een ECU krijgt zijn informatie van diverse sensoren die in de moderne auto's worden toegepast: lambdasonde, gaskleppositiesensor, de inlaatspruitstukdruksensor (manifold absolute pressure, MAP), de buitenluchtdruksensor (BAP), BDP-sensor, klopsensor, vertragingsopnemers etc. Deze sensoren geven diverse signalen, bijna alle analoog. Een hallgever bevat soms zelf de interne elektronica om signalen te bewerken en een digitaal signaal te geven.
De eerste motor-ECU's waren geheel analoog, moderne ECU's werken samen en communiceren met elkaar via een Controller Area Network (CAN)-bus. Voordat een computer deze signalen kan verwerken, worden deze eerst omgezet door een analoog-digitaalomzetter. Hierna worden ze verwerkt, versterkt en soms weer omgezet naar analoog (door een DA converter). De reden dat de signalen versterkt worden, is omdat ze zwak zijn als ze van de sensor af komen en juist sterk moeten zijn voor de actuator. Een actuator, zoals een brandstofinjector of de brandstofpomp, heeft een regelende functie; dit is geen opnemer zoals een sensor.
Voor het besturen van brandstofinjectie werd de naam ECU gebruikt door Honda (NR 750), Yamaha (GTS 1000) en Harley-Davidson (alle injectiemodellen). Het Activated Radical Combustion (ARC)-systeem van Honda gebruikte een ECU om de hoogte van de AR-Valve te regelen. Het begrip wordt ook gebruikt voor de regeling van een antiblokkeersysteem (ABS).